# Киртиј су Бифјер
Киртиј су Бифјер (фр. Curtil-sous-Buffières) насеље је и општина у источном делу централне Француске у региону Бургоња, у департману Саона и Лоара која припада префектури Макон.
По подацима из 2011. године у општини је живело 78 становника, а густина насељености је износила 14,89 становника/km². Општина се простире на површини од 5,24 km². Налази се на средњој надморској висини од 404 метара (максималној 510 m, а минималној 324 m).

## Демографија
| 1962. | 1968. | 1975. | 1982. | 1990. | 1999. | 2011. |
| ----- | ----- | ----- | ----- | ----- | ----- | ----- |
| 78    | 104   | 100   | 78    | 73    | 79    | 78    |

График промене броја становника у току последњих година